# Dolichos (běh)

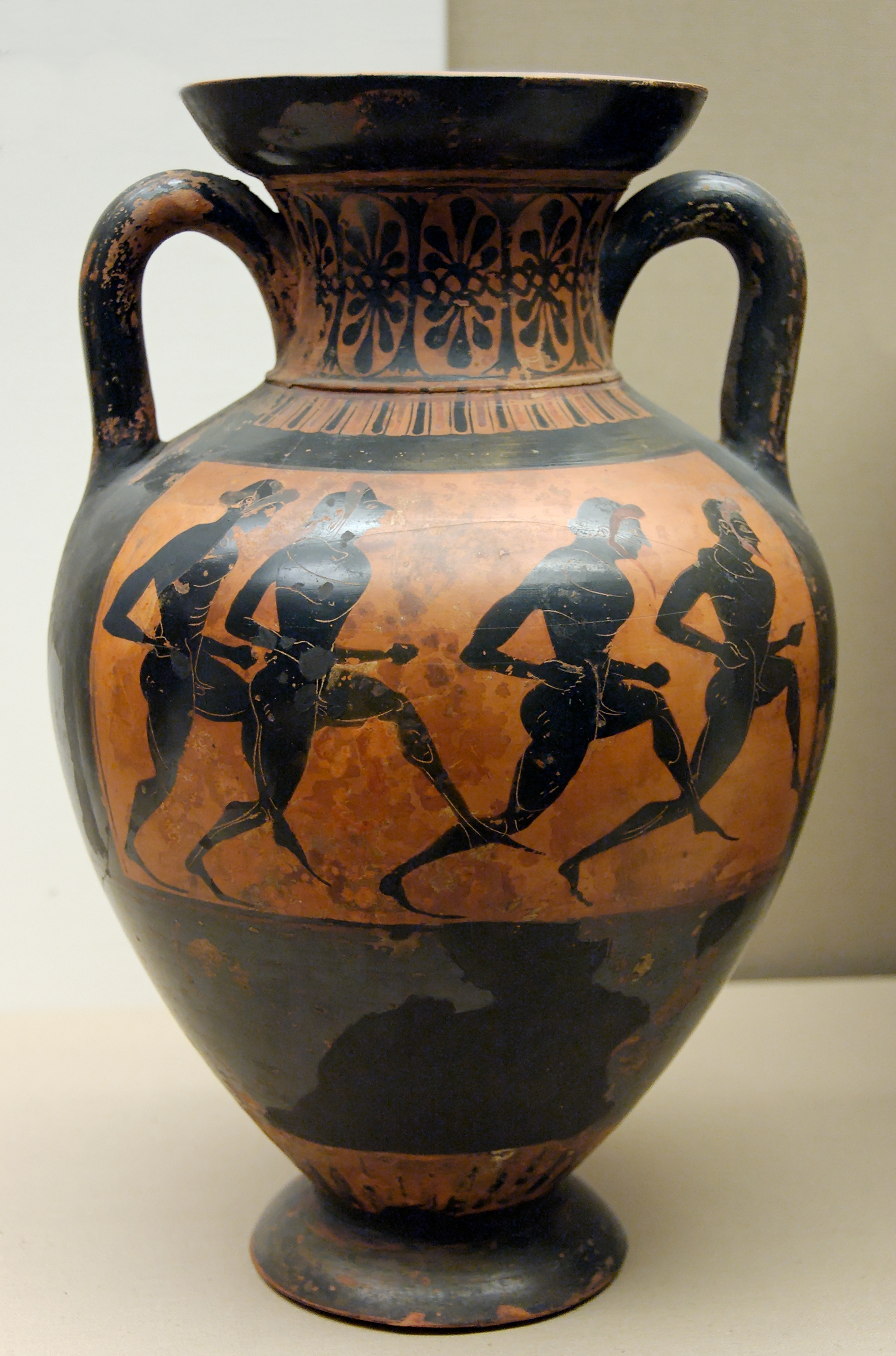
Závod dolicha znázorněný na amfoře (běžci dolicha mají ruce zaťaté do pěstí), cca 530 před Kr.

Dolichos nebo Dolichodromos (od starořecky Δόλιχος–dolichos) byla soutěžní běžecká disciplína v starověkém Řecku.
Dolichos čili dlouhý běh byl ve starověkém Řecku běžeckou disciplínou Panhelénských her. V Olympii se dolichos zavedl na 15. hrách v roce 720 př. n. l.. Délka běhu byla v různých časech různá, ale nikdy neměla méně než sedm stadií (stadium měl v Olympii délku 192,27 metru, 600 stop) a více než čtyřiadvacet stadií. (1356 a 4615 metrů).
Na olympijských hrách se při všech bězích startovalo stejně, z postavení stojného, s mírným předklonem, s nohama v těsném založení a prsty nebo patami nohou zaklesnutými do žlábky na startovní čáře. Žlábky na startu tvořily dva souvislé pásy od jedné strany po druhou a byly přibližně tři cm hluboké. Místo závodníka na startu se určovalo losem a signál na start se dával stanoveným zatroubením. Při vytrvalostním běhu měli běžci těla vzpřímené, hrudi vypnuté, kroky byly kratší a nižší, švihy paží mírnější a ruce zaťaté do pěstí. (Při běhu na krátké vzdálenosti měli dlaně otevřené). Od závodníků se požadovalo, aby běh působil esteticky, ale rozhodovala hlavně rychlost, protože záleželo jen na tom, kdo doběhne první.
Závodníci na olympijských hrách běhali bosí, trať měli upravenou a jak se zdá, posypanou vrstvou písku. Ve starších dobách nosili bederní roušky nebo jen pásky na ohanbí, ale od 15. her, když Orsippos z Megary svůj pás při běhu na jedno stadium ztratil ( nebo ho odhodil), běžci závodili nazí.
Z antického Řecka je pro posouzení výkonů při vytrvalostním běhu známo několik příkladů. Argoský běžec Argeus se po vítězství na 113. olympijských hrách v dolichu, rozběhl domů sdělit své vítězství a oznámil ho údajně ještě v ten samý den, překonal přitom vzdálenost delší než sto kilometrů a v cestě mu přitom stála i dvě horstva. Athénský státní posel Feidippidés v roce 490 př. n. l. uběhl vzdálenost mezi Aténami a Spartou, kde přišel žádat o pomoc proti Peršanům, za dva dny, překonal tak vzdálenost 230 km za dvacet hodin. Když následně Athéňané, i bez pomoci Sparty zvítězili proti Peršanům v bitvě u Marathónu, aténský vojevůdce Miltiadés vyslal opět Feidippida, aby tuto radostnou zvěst oznámil Athéňanům. Vzdálenost, kterou následně proběhl měřila 42 km a po slovech "Radujte se, zvítězili jsme!", padl mrtvý na zem. Na novodobých olympijských hrách se na jeho počest zavedl maratónský běh.